# تور ده پیچناردی
تور ده پیچناردی (به ایتالیایی: Torre de' Picenardi) یک کومونه در ایتالیا است که در استان کریمونا واقع شده‌است. تور ده پیچناردی ۱۷٫۱ کیلومتر مربع مساحت و ۱٬۸۰۱ نفر جمعیت دارد.